# Лукас Моура
Лукас Родрігес Моура да Сілва (порт. Lucas Rodrigues Moura da Silva, нар. 13 серпня 1992, Сан-Паулу) — бразильський футболіст, півзахисник англійського «Тоттенгем Готспур».

## Клубна кар'єра

### «Сан-Паулу»
Розпочав кар'єру у футбольній школі «Марселіньйо». Звідти він перейшов в клуб «Санта-Марія», а потім і в «Жувентус Сан-Паулу». У 2002 році Лукас перейшов у молодіжний склад «Корінтіанса», де провів 3 роки.
2005 року Лукас став гравцем амаднмії «Сан-Паулу». 2010 року він допоміг клубу виграти молодіжний чемпіонат Сан-Паулу, після чого тренер Сержіо Барезі порекомендував його і Каземіро для переходу в основний склад. Спочатку, при тренері Рікардо Гомесі, Лукас не отримував місця в складі команди, але з приходом на пост головного тренера «Сан-Паулу» Пауло Сезара Карпежіані дебютував у клубі в матчі з «Атлетіко Паранаенсе» і швидко став одним з найяскравіших виконавців у півзахисті команди.

### «Парі Сен-Жермен»

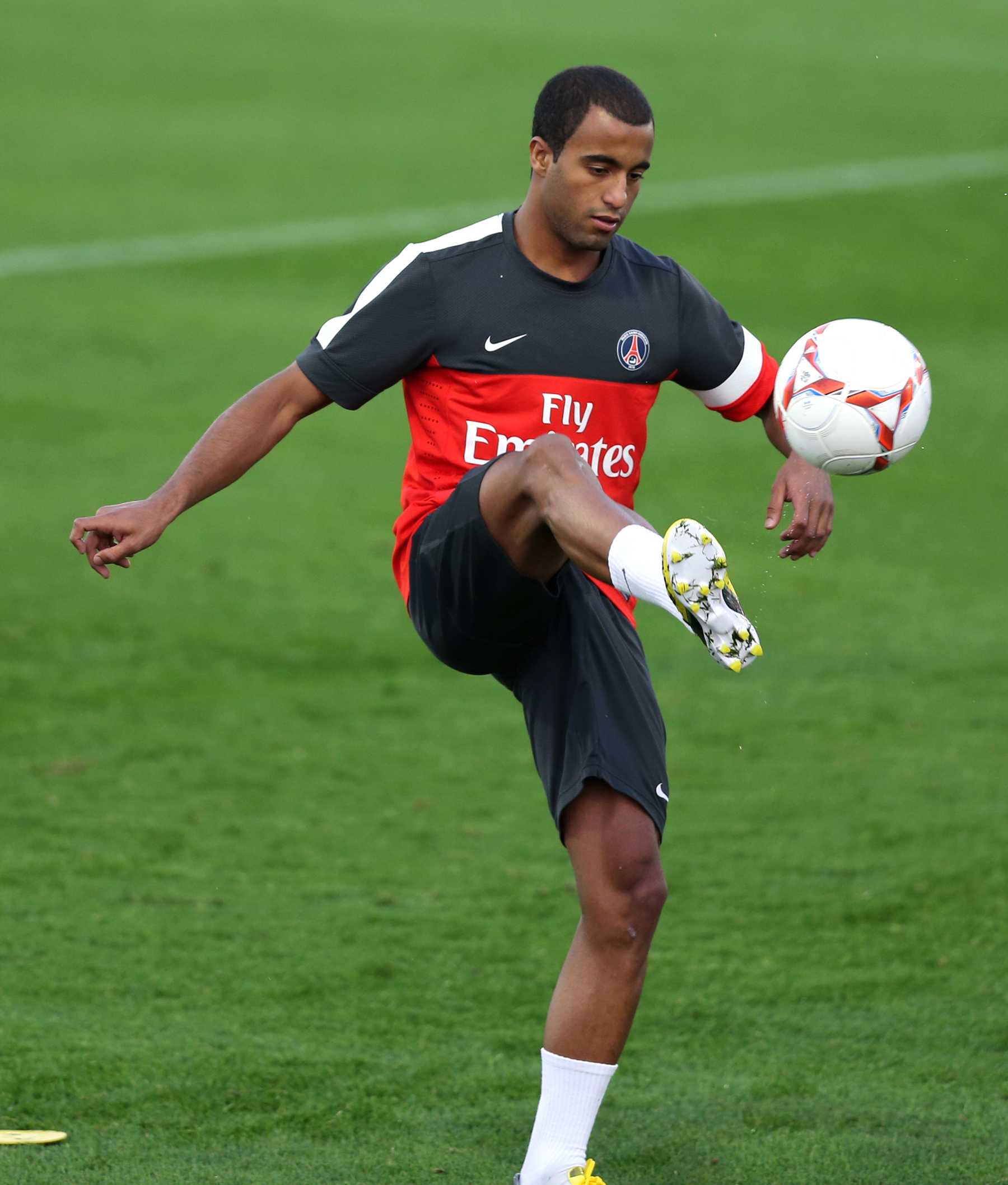
Лукас Моура під час виступів за «Парі Сен-Жермен». 2013 рік.

Молодий бразилець привернув увагу багатьох європейських клубів, урешті-решт боротьбу за півзахисника виграв французький «Парі Сен-Жермен», який у серпні 2012 оголосив про приєднання Лукаса до його лав з початку 2013 року. В січні 2013 року бразилець дійсно приєднався до «ПСЖ», ставши найдорожчим придбанням в історії паризького клубу — його перехід оцінюється у щонайменше 40 мільйонів євро. За нову команду бразилець провів понад 150 матчів і виграв низку національних трофеїв.

### «Тоттенгем Гостпур»
31 січня 2018 року перейшов до англійського «Тоттенгем Готспур», уклавши з ним контракт до 2023 року. Сума трансферу склала біля 25 мільйонів фунтів стерлінгів.
8 травня 2019 року Моура зробив хет-трик у другому таймі переможного матчу «Тоттенгема» над «Аяксом» з рахунком 3:2 на «Йохан Кройф Арені» у матчі-відповіді півфіналу Ліги чемпіонів. «Шпори» зробили камбек, забивши тричі у другом таймі та здобули перемогу за правилом голів на виїзді. Третій гол Лукаса на 96-й хвилині вперше в історії клубу вивів «Тоттенгема» у фінал Ліги чемпіонів.
9 серпня 2019 року Моура підписав новий контракт з «Тоттенгемом» до 2024 року. 17 серпня 2019 року він забив свій перший гол у сезоні 2019–20, зрівнявши рахунок проти «Манчестер Сіті» всього лише через 19 секунд після того, як вийшов на заміну.

## Виступи за збірні
2010 року дебютував у складі юнацької збірної Бразилії. Всього Лукас взяв участь в 11 іграх на юнацькому рівні, відзначившись 10 забитими голами.
З 2011 року залучався до складу молодіжної збірної Бразилії, разом з якою брав участь у молодіжному чемпіонаті Південної Америки 2011 року, де разом із збірною здобув золоті медалі. Всього на молодіжному рівні зіграв у 9 офіційних матчах, забив 4 голи.
27 березня 2011 року дебютував в офіційних матчах у складі національної збірної Бразилії в товариській грі зі збірною Шотландії, яка завершилась перемогою бразильців з рахунком 2-0.
У складі збірної був учасником розіграшу Кубка Америки 2011 року в Аргентині, на якому зіграв у двох матчах проти Парагваю і Еквадору, а Бразильці вилетіли у чвертьфіналі.
2012 року захищав кольори олімпійської збірної Бразилії на Олімпійських іграх 2012 року у Лондоні, де його команда дійшла до фіналу.
Наступного року Моура взяв участь у домашньому розіграші Кубка конфедерацій 2013 року, на якому також зіграв лише у двох матчах проти Японії і Мексики, проте цього разу бразильці стали переможцями турніру.
Наразі провів у формі головної команди країни 36 матчів, забивши 4 голи.

## Статистика виступів

### Статистика клубних виступів
Станом на 26 липня 2020
| Сезон                         | Команда                       | Чемпіонат                     | Чемпіонат | Чемпіонат | Національний кубок | Національний кубок | Національний кубок | Континентальні кубки | Континентальні кубки | Континентальні кубки | Інші змагання | Інші змагання | Інші змагання | Усього | Усього |
| Сезон                         | Команда                       | Ліга                          | Ігор      | Голів     | Ліга               | Ігор               | Голів              | Ліга                 | Ігор                 | Голів                | Ліга          | Ігор          | Голів         | Ігор   | Голів  |
| ----------------------------- | ----------------------------- | ----------------------------- | --------- | --------- | ------------------ | ------------------ | ------------------ | -------------------- | -------------------- | -------------------- | ------------- | ------------- | ------------- | ------ | ------ |
| 2010                          | «Сан-Паулу»                   | ЛП+A                          | 0+25      | 0+4       | КБ                 | 0                  | 0                  | КЛ                   | 0                    | 0                    | -             | -             | -             | 25     | 4      |
| 2011                          | «Сан-Паулу»                   | ЛП+A                          | 8+28      | 3+9       | КБ                 | 4                  | 0                  | ПАК                  | 3                    | 1                    | -             | -             | -             | 43     | 13     |
| 2012                          | «Сан-Паулу»                   | ЛП+A                          | 21+21     | 6+6       | КБ                 | 9                  | 2                  | ПАК                  | 9                    | 2                    | -             | -             | -             | 60     | 16     |
| Усьогоза «Сан-Паулу»          | Усьогоза «Сан-Паулу»          | Усьогоза «Сан-Паулу»          | 29+74     | 9+19      |                    | 13                 | 2                  |                      | 12                   | 3                    |               | -             | -             | 128    | 33     |
| 2012–13                       | «Парі Сен-Жермен»             | Л1                            | 10        | 0         | КФ+КЛ              | 1+0                | 0                  | ЛЧ                   | 4                    | 0                    | -             | -             | -             | 15     | 0      |
| 2013–14                       | «Парі Сен-Жермен»             | Л1                            | 36        | 5         | КФ+КЛ              | 2+4                | 0                  | ЛЧ                   | 10                   | 0                    | СФ            | 1             | 0             | 53     | 5      |
| 2014–15                       | «Парі Сен-Жермен»             | Л1                            | 29        | 7         | КФ+КЛ              | 4+4                | 1+0                | ЛЧ                   | 8                    | 0                    | СФ            | 1             | 0             | 46     | 8      |
| 2015–16                       | «Парі Сен-Жермен»             | Л1                            | 36        | 9         | КФ+КЛ              | 6+4                | 1+1                | ЛЧ                   | 9                    | 2                    | СФ            | 1             | 0             | 56     | 13     |
| 2016–17                       | «Парі Сен-Жермен»             | Л1                            | 37        | 12        | КФ+КЛ              | 5+3                | 3+2                | ЛЧ                   | 7                    | 1                    | СФ            | 1             | 1             | 53     | 19     |
| 2017–18                       | «Парі Сен-Жермен»             | Л1                            | 5         | 1         | КФ+КЛ              | 0+1                | 0+0                | ЛЧ                   | 0                    | 0                    | СФ            | 0             | 0             | 6      | 1      |
| Усього за «Парі Сен-Жермен»   | Усього за «Парі Сен-Жермен»   | Усього за «Парі Сен-Жермен»   | 153       | 34        |                    | 34                 | 8                  |                      | 38                   | 3                    |               | 4             | 1             | 229    | 46     |
| січ.-черв. 2018               | «Тоттенгем Готспур»           | ПЛ                            | 6         | 0         | КА+КЛ              | 4+0                | 1+0                | ЛЧ                   | 1                    | 0                    | -             | -             | -             | 11     | 1      |
| 2018–19                       | «Тоттенгем Готспур»           | ПЛ                            | 32        | 10        | КА+КЛ              | 2+3                | 0+0                | ЛЧ                   | 12                   | 5                    | -             | -             | -             | 49     | 15     |
| 2019–20                       | «Тоттенгем Готспур»           | ПЛ                            | 35        | 4         | КА+КЛ              | 5+1                | 2+0                | ЛЧ                   | 6                    | 1                    | -             | -             | -             | 47     | 7      |
| Усього за «Тоттенгем Готспур» | Усього за «Тоттенгем Готспур» | Усього за «Тоттенгем Готспур» | 73        | 14        |                    | 15                 | 3                  |                      | 19                   | 6                    |               | -             | -             | 107    | 23     |
| Усього за кар'єру             | Усього за кар'єру             | Усього за кар'єру             | 329       | 76        |                    | 62                 | 13                 |                      | 69                   | 12                   |               | 4             | 1             | 464    | 102    |

### Статистика виступів за збірну
| Дата       | Місто                  | Господарі            | Результат             | Гості      | Турнір                          | Голи | Примітки |
| ---------- | ---------------------- | -------------------- | --------------------- | ---------- | ------------------------------- | ---- | -------- |
| 27/03/2011 | Лондон                 | Шотландія            | 0 – 2                 | Бразилія   | товариський матч                | -    | 72'      |
| 04/06/2011 | Гояна                  | Бразилія             | 0 – 0                 | Нідерланди | товариський матч                | -    | 65' 68'  |
| 07/06/2011 | Сан-Паулу              | Бразилія             | 1 – 0                 | Румунія    | товариський матч                | -    |          |
| 03/07/2011 | Ла-Плата               | Бразилія             | 0 – 0                 | Венесуела  | Копа Америка 2011 - 1-й етап    | -    | 75'      |
| 09/07/2011 | Кордова                | Бразилія             | 2 – 2                 | Парагвай   | Копа Америка 2011 - 1-й етап    | -    | 70'      |
| 14/07/2011 | Кордова                | Бразилія             | 4 – 2                 | Еквадор    | Копа Америка 2011 - 1-й етап    | -    | 80'      |
| 17/07/2011 | Ла-Плата               | Бразилія             | 0 – 0 д.ч. (0-2 п.п.) | Парагвай   | Копа Америка 2011 - чвертьфінал | -    | 101'     |
| 28/09/2011 | Белен                  | Бразилія             | 2 – 0                 | Аргентина  | Суперкласіко де лас Амерікас    | 1    | 69'      |
| 07/10/2011 | Сан-Хосе               | Коста-Рика           | 0 – 1                 | Бразилія   | товариський матч                | -    | 45'      |
| 12/10/2011 | Торреон                | Мексика              | 1 – 2                 | Бразилія   | товариський матч                | -    | 45'      |
| 28/02/2012 | Санкт-Галлен           | Боснія і Герцеговина | 1 – 2                 | Бразилія   | товариський матч                | -    | 82'      |
| 26/05/2012 | Гамбург                | Данія                | 1 – 3                 | Бразилія   | товариський матч                | -    | 82'      |
| 30/05/2012 | Вашингтон              | США                  | 1 – 4                 | Бразилія   | товариський матч                | -    | 84'      |
| 03/06/2012 | Арлингтон              | Бразилія             | 0 – 2                 | Мексика    | товариський матч                | -    | 60'      |
| 09/06/2012 | Нью-Йорк               | Аргентина            | 4 – 3                 | Бразилія   | товариський матч                | -    | 83'      |
| 15/08/2012 | Стокгольм              | Швеція               | 0 – 3                 | Бразилія   | товариський матч                | -    | 82'      |
| 07/09/2012 | Сан-Паулу              | Бразилія             | 1 – 0                 | ПАР        | товариський матч                | -    | 71'      |
| 11/09/2012 | Ресіфі                 | Бразилія             | 8 – 0                 | КНР        | товариський матч                | 1    |          |
| 19/09/2012 | Гоянія                 | Бразилія             | 2 – 1                 | Аргентина  | Суперкласіко де лас Амерікас    | -    | 76'      |
| 11/10/2012 | Стокгольм              | Бразилія             | 6 – 0                 | Ірак       | товариський матч                | 1    | 72'      |
| 16/10/2012 | Вроцлав                | Японія               | 0 – 4                 | Бразилія   | товариський матч                | -    | 82'      |
| 15/11/2012 | Іст-Резерфорд          | Бразилія             | 1 – 1                 | Колумбія   | товариський матч                | -    | 73'      |
| 02/06/2013 | Ріо-де-Жанейро         | Бразилія             | 2 – 2                 | Англія     | товариський матч                | -    |          |
| 09/06/2013 | Ресіфі                 | Бразилія             | 3 – 0                 | Франція    | товариський матч                | 1    |          |
| 15-6-2013  | Бразиліа               | Бразилія             | 3 – 0                 | Японія     | Кубок Конфедерацій              | -    | 74'      |
| 19-6-2013  | Форталеза              | Бразилія             | 2 – 0                 | Мексика    | Кубок Конфедерацій              | -    | 78'      |
| 14-8-2013  | Базель                 | Швейцарія            | 1 – 0                 | Бразилія   | товариський матч                | -    | 62'      |
| 7-9-2013   | Бразиліа               | Бразилія             | 6 – 0                 | Австралія  | товариський матч                | -    | 61'      |
| 11-9-2013  | Фоксборо (Массачусетс) | Бразилія             | 3 – 1                 | Португалія | товариський матч                | -    | 89'      |
| 15-10-2013 | Пекін                  | Бразилія             | 2 – 0                 | Замбія     | товариський матч                | -    |          |
| 5-9-2015   | Нью-Йорк               | Бразилія             | 1 – 0                 | Коста-Рика | товариський матч                | -    | 78'      |
| 9-9-2015   | Фоксборо (Массачусетс) | США                  | 1 – 4                 | Бразилія   | товариський матч                | -    | 63'      |
| 5-6-2016   | Іст-Ратерфорд          | Бразилія             | 0 – 0                 | Еквадор    | Копа Америка 2016 - 1-й етап    | -    | 76'      |
| 12-10-2018 | Ер-Ріяд                | Саудівська Аравія    | 0 – 2                 | Бразилія   | товариський матч                | -    | 46'      |
| Усього     |                        | Матчів               | 35                    |            | Голів                           | 4    |          |

## Досягнення

### Командні
- Володар Південноамериканського кубка:

«Сан-Паулу»: 2012
- Чемпіон Франції:

«Парі Сен-Жермен»: 2012-13, 2013-14, 2014-15, 2015-16
- Володар Суперкубка Франції:

«Парі Сен-Жермен»: 2013, 2014, 2015, 2016
- Володар Кубка французької ліги:

«Парі Сен-Жермен»: 2013-14, 2014-15, 2015-16, 2016-17
- Володар Кубка Франції:

«Парі Сен-Жермен»: 2014-15, 2015-16, 2016-17
- Володар Кубка Бразилії:

«Сан-Паулу»: 2023

### Збірні
- Переможець Кубка конфедерацій:

Збірна Бразилії: 2013
- Чемпіон Південної Америки серед молодіжних команд:

Бразилія (U-20): 2011
- Срібний олімпійський призер: 2012
- Переможець Суперкласіко де лас Амерікас: 2011, 2012, 2018

### Індивідуальні
- Найкращий молодий гравець («Відкриття року») чемпіонату Бразилії: 2010
- Найкращий молодий гравець («Відкриття року») чемпіонату штату Сан-Паулу: 2011
- Найкращий півзахисник молодіжного чемпіонату Південної Америки: 2011
- Найкращий гравець фіналу молодіжного чемпіонату Південної Америки: 2011